# هاروتیون ینوکیان
هاروتیون ینوکیان (ارمنی: Հարություն Ենոքյան؛ زادهٔ ۵ ژوئیهٔ ۱۹۸۵ در ایروان) کشتی‌گیر وزن اهل ارمنستان است که در وزن ۸۴ کیلوم رشته کشتی آزاد مردان در بازی‌های المپیک تابستانی ۲۰۰۸ به رقابت پرداخت..